# Harry Been

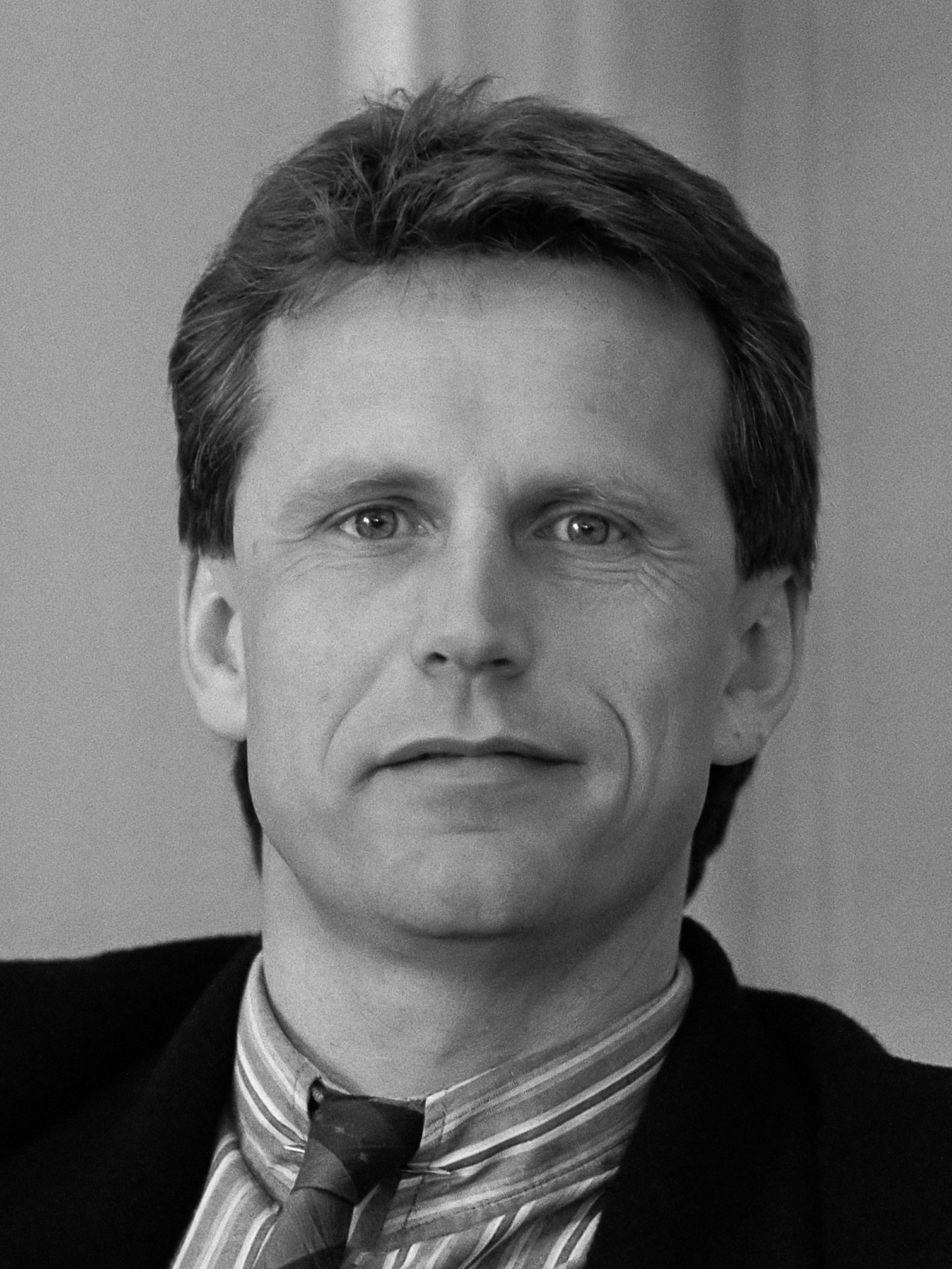
Harry Been (1989)

Harry Been (Zweeloo, 23 januari 1949)  was van 1989 tot 2001 algemeen directeur en van 2001 tot 2013 secretaris-generaal van de KNVB.
Been studeerde sociale wetenschappen en planologie aan de Rijksuniversiteit Groningen. Hij was onder andere gemeentesecretaris van de gemeente Zwolle, daarvoor chef economische zaken en waarnemend hoofd stadsontwikkeling van de gemeente Veendam en daarvoor  coördinator stadsvernieuwing bij de gemeente Nijmegen. Hij werd vooral bekend als directeur van een aantal grote voetbaltoernooien, Euro 2000 (samen met België), het WK onder 20 van 2005 en het EK onder 21 van 2007. Daarnaast was hij eindverantwoordelijk voor de Europese finales die van 1989 tot 2013 in Nederland gespeeld werden. 
Na het succes van deze toernooien deden Been en toenmalig KNVB-voorzitter Jeu Sprengers een poging het Wereldkampioenschap voetbal 2018 binnen te halen, samen met de Belgen. Dit toernooi werd echter toegewezen aan Rusland.
Harry Been werd In 2012 bestuurder bij het NOC*NSF. Hij is president-commissaris van Sportstad Heerenveen, lid van de organisatiecommissie van de UEFA van de Europese Kampioenschappen voor landenteams. Ook is hij lid van de organisatiecommissie van de Wereldkampioenschappen U20 van de FIFA. Zowel voor de UEFA als de FIFA is hij officieel waarnemer bij internationale voetbalwedstrijden en toernooien.
Been is koninklijk onderscheiden in Nederland en België, kreeg in 2010 de Sport Know How Award en ontving in 2013 in Helsinki de Frenckell Medal for "serving the game in a remarkable way". 
Been is woonachtig in de Overijsselse plaats Nieuwleusen.